# Felis silvestris haussa
Felis silvestris haussa es una subespecie de  mamíferos carnívoros  de la familia Felidae.

## Distribución geográfica
se encuentra en el Viejo Mundo.